# Branko Vukičević
Branko Vukičević (in serbo Брaнко Вукићевић?; Belgrado, 18 dicembre 1961) è un ex cestista jugoslavo.

## Carriera
Con la Jugoslavia ha disputato i Giochi olimpici di Los Angeles 1984.

## Palmarès
- YUBA liga: 2

Cibona Zagabria: 1983-84, 1984-85
- Coppa di Jugoslavia: 3

Cibona Zagabria: 1985, 1986, 1988
- Coppa dei Campioni: 2

Cibona Zagabria: 1984-85, 1985-86
- Coppa delle Coppe: 1

Cibona Zagabria: 1986-87